# 프레스토 (SQL 질의 엔진)

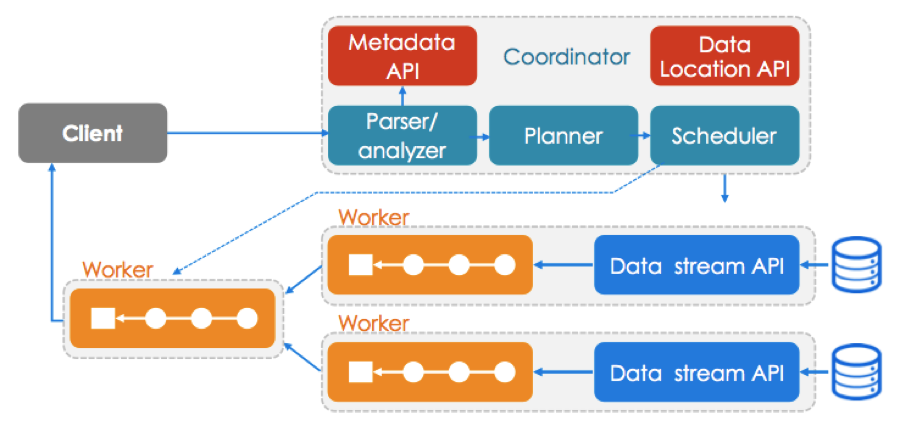
프레스토의 구조.

프레스토(Presto)는 페이스북이 개발한 빅 데이터 분석도구로, 분산된 SQL 쿼리 엔진이다. 기존 분석도구인 하이브/맵리듀스에 비해 CPU 효율성과 대기 시간이 10배 빠르다고 발표했다. '최소 비용으로 효율적인 컴퓨팅 인프라를 구축'하자는 오픈컴퓨트 프로젝트의 일부로, 2013년 11월 7일 아파치 라이선스로 공개되었다. 2014년 1월에는 프레스토를 클라우드 기반으로 서비스하는 스타트업인 '큐볼(Qubole)'이 등장하기도 했다.

## 경쟁 제품
SQL온하둡 엔진으로는 맵알 '드릴', 클라우데라 '임팔라', 스토리지업체 EMC 자회사 피보탈에서 개발한 '호크' 등이 있다.

## 같이 보기
- 아파치 드릴
- 빅 데이터
- 트리노 (SQL 쿼리 엔진)